# Měkkyně bahenní

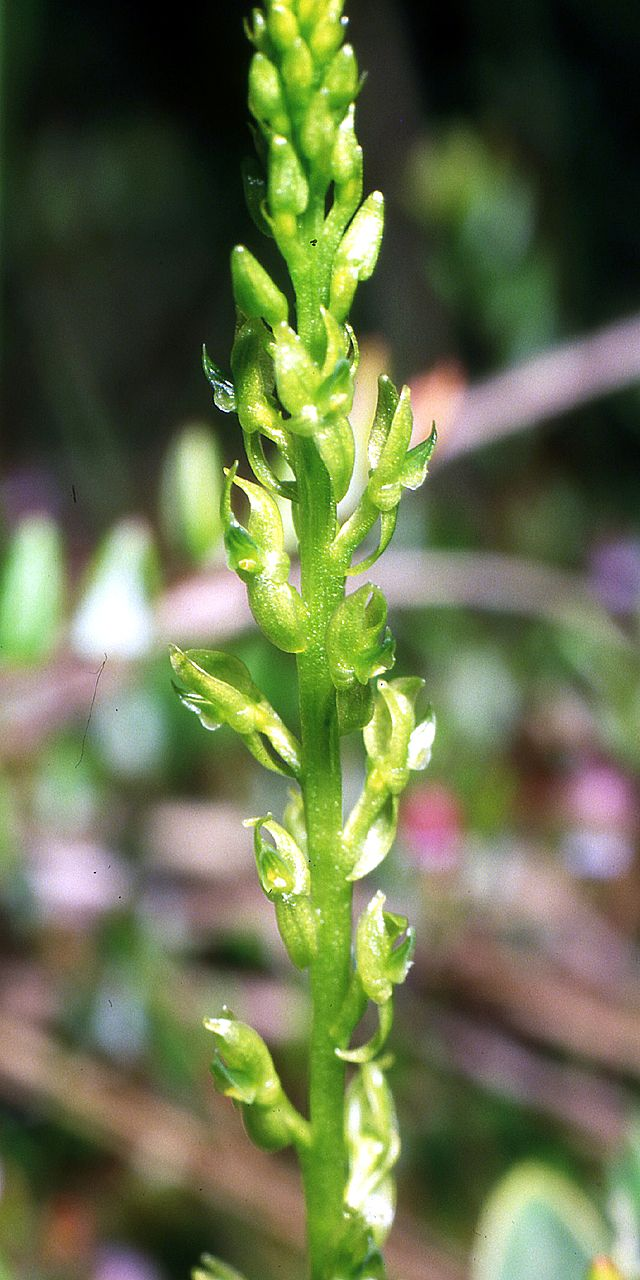
Lodyha s květy

Měkkyně bahenní (Hammarbya paludosa) je drobná nenápadná orchidej která je v přírodě České republiky ohrožená vyhynutím, je jediný druh monotypického rodu měkkyně. V minulosti byla měkkyně bahenní pod jménem Malaxis paludosa součásti širokého rodu měkčilka.

## Rozšíření
Druh vyrůstá hlavně v severních oblastech Evropy a pak se mozaikovitě objevuje po severní hranici mírného pásma v Rusku až po Dálný východ, v Japonsku a velice vzácně i v Severní Americe. Jižní evropská hranice výskytu prochází Francií, Švýcarskem, Rakouskem a Maďarskem, ale např. na Slovensku se ((slovensky) mäkkuša močiarna) již nevyskytuje.

## Ekologie
Pro svůj růst požaduje měkkyně bahenní specifický biotop. Vybírá si nejčastěji rozvolněné kyselé půdy rašelinišť a vrchovišť, na okrajích rašelinných jezírek a rákosin nebo v hustém porostu rašeliníku. Požaduje místa se stabilně vysokou hladinou spodní vody a s malou konkurenci jiných rostlin. Na množství slunečního svitu není příliš náročná, snáší i polostín, preferuje kolinní až montánní stupeň.

## Popis
Vytrvalá drobná bylina která i s tenkou a křehkou nevětvenou lodyhou nebývá vyšší než 15 až 20 cm. Její dva až tři přízemní tuhé, lžícovitě prohnuté listy oválného tvaru s pochvou jsou dlouhé nejvíce 3 cm a široké do 1 cm. Slabě hranatá lodyha i listy vyrůstají z hnědé pahlízy (nepravé hlízy) s vláknitým svislým oddenkem. Každým rokem se v úžlabí horního listu nad terénem vytváří nová zelená pahlíza a stará postupně zaniká, v době kvetení má rostlina dvě pahlízy velké 4 až 8 mm. Protože okolní vegetace (rašeliník) stále přirůstá dostává se nová pahlíza postupně pod úroveň terénu a oddenek se prodlužuje směrem vzhůru. Na spodním listu během léta vyrůstají adventivní pupeny které po odpadnutí slouží k vegetativními rozmnožování. Tento specifický způsob rozmnožování je mezi evropskými druhy orchidejí raritní. Ploidie rodu je 2n = 28.
Květenství je hustý, až 9 cm dlouhý klas který je mnohdy jedinou části rostliny která z okolní vegetace vyčnívá. Nese obvykle 5 až 35 svisle souměrných pyskatých květů (které nevypadají jako u ostatních orchidejí vzhůru nohama") na stopkách s kopinatými listeny. Žlutozelené květy 6 mm velké mají ve dvou přeslenech šest volných, na koncích zašpičatělých okvětních lístků 2 až 3 mm dlouhých, vnitřní jsou téměř o polovinu kratší. Horní vnější okvětní lístek je vejčitě kopinatý, dva boční eliptické jsou stočené. Dva spodní vnitřní, do boku směřující vejčitě kopinaté lístky jsou zakřivené, třetí vejčitý vzhůru otočený a nečleněný pysk má tmavě zelené žilky. Tyčinky, čnělka a blizna jsou srostlé do kratičkého žlutého sloupku s dvoupouzdrým prašníkem, který má v každém oddílu je po dvou brylkách s pylem. Ostruha v květu není.
Květy se zkroucenou stopkou jsou otočeny o 360 ° a pysk proto směřuje vzhůru, dlouhý stopkatý semeník je nezkroucený. Dvojité stočení květní stopky je mezi ostatními orchidejemi (u kterých se stáčejí jen o 180 °) ojedinělé. Květy jsou opylovány drobným hmyzem, plody jsou 4 × 2 mm velké válcovité tobolky s postranními otvory.

## Fenologie
Po pominutí zimního období začíná u tohoto geofytu vegetační sezona počátkem dubna. Tehdy se začíná v bazální části loňské pahlízy zvětšovat založený pupen který byl dosud chráněn zbytky odumřelých listů. Dochází k protržení obalu pahlízy a k růstu prýtu i pochvy se svinutými listy. Počátkem května pokračuje prodlužování stonku i rozbalováni listů a v paždí horního listu se začíná vyvíjet horní pahlíza. Počátkem června se dále prodlužuje květonosná lodyha, někdy roste zpříma a jindy je ohnutá a teprve později se napřímí, a spodní hnědá loňská pahlíza se začíná sesychat.
V polovině června je nová horní zelená pahlíza již vyvinutá a na spodním, tvarově odlišném listu, se počínají vytvářejí listové pupeny. Tehdy začíná měkkyně kvést, nejdříve se otvírají spodní květy. Délka kvetení odvisí od počtu květů, u jedinců se 40 květy trvá téměř šest týdnů. Asi měsíc po odkvětu je již znatelná tobolka. V září vegetační sezona měkkyně končí, semena se již z tobolek vysypala a opadaly listové pupeny, nová pahlíza se zatahuje do půdy a nadzemní část rostliny usychá.
Počátek vegetačního období je závislý na průběhu zimní teploty a nástupu jarního počasí. Skutečnost může být od tohoto časového harmonogramu urychlená nebo opožděná o téměř měsíc, podstatnou roli hraje i množství dešťových srážek.

## Ohrožení
V Česku se počet lokalit, na kterých měkkyně vyrůstá, z historických osmi postupně snižuje, v roce 1977 již byla dokonce zařazována mezi druhy pravděpodobně vyhynulé. V současnosti se celkem pravidelně objevuje na dvou místech v Českém lese a v okolí České Lípy a nepravidelně v okolí Třeboně.
S ohledem na přísné podmínky, které musí vhodný biotop splňovat (stabilní vodní režim a složení okolní vegetace), je měkkyně bahenní ve Střední Evropě vzácnou rostlinou. Z důvodu změn vodního režimu (následkem rozšířeného trendu vysušování mokřin) a zarůstání lokalit dřevinami se měkkyně bahenní postupně stává jen spoře se vyskytující rostlinou téměř ve všech oblastech, kde ještě vyrůstá.
V České republice je v "Seznamu zvláště chráněných druhů rostlin" stanoveném vyhláškou Ministerstva životního prostředí ČR č. 395/1992 Sb. ve znění vyhl. č. 175/2006 Sb., stejně jako v "Červeném seznamu cévnatých rostlin České republiky" z roku 2012, považována za druh kriticky ohrožený (§1) a (C1t).